# Jamaica nos Jogos Pan-Americanos de 2019
A Jamaica competiu nos Jogos Pan-Americanos de 2019 em Lima, Peru, de 26 de julho a 11 de agosto de 2019.
A meta da Associação Olímpica da Jamaica foi enviar mais atletas, competir em mais esportes e ganhar mais medalhas do que em qualquer edição anterior dos jogos. A equipe jamaicana consistiu em 124 atletas (69 homens e 55 mulheres) competindo em 17 esportes
Durante a cerimônia de abertura dos jogos, o jogador de squash Christopher Binnie foi o porta-bandeira do país.
A Jamaica terminou os Jogos com um recorde de 19 medalhas, ultrapassando o recorde anterior de 14 láureas conquistadas em 1959.

## Atletas
Abaixo está a lista do número de atletas (por gênero) participando dos jogos por esporte/disciplina.
| Esporte            | Masculino | Feminino | Total |
| ------------------ | --------- | -------- | ----- |
| Atletismo          | 22        | 28       | 50    |
| Badminton          | 2         | 2        | 4     |
| Boxe               | 2         | 0        | 2     |
| Canoagem           | 1         | 0        | 1     |
| Ciclismo           | 0         | 1        | 1     |
| Fisiculturismo     | 0         | 1        | 1     |
| Futebol            | 18        | 18       | 36    |
| Ginástica          | 2         | 3        | 5     |
| Judô               | 0         | 1        | 1     |
| Lutas              | 1         | 0        | 1     |
| Natação            | 1         | 1        | 2     |
| Rugby sevens       | 12        | 0        | 12    |
| Saltos ornamentais | 1         | 0        | 1     |
| Squash             | 3         | 0        | 3     |
| Taekwondo          | 1         | 0        | 1     |
| Tênis              | 1         | 0        | 1     |
| Tiro esportivo     | 2         | 0        | 2     |
| Total              | 69        | 55       | 124   |

## Medalhistas
| Nome                                                                 | Esporte            | Evento              | Gênero    | Dia          | Medalha |
| -------------------------------------------------------------------- | ------------------ | ------------------- | --------- | ------------ | ------- |
| Fedrick Dacres                                                       | Atletismo          | Lançamento de disco | Masculino | 6 de agosto  | Ouro    |
| Elaine Thompson                                                      | Atletismo          | 100 m               | Feminino  | 7 de agosto  | Ouro    |
| Natoya Goule                                                         | Atletismo          | 800 m               | Feminino  | 7 de agosto  | Ouro    |
| Shericka Jackson                                                     | Atletismo          | 400 m               | Feminino  | 8 de agosto  | Ouro    |
| Danniel Thomas-Dodd                                                  | Atletismo          | Arremesso de peso   | Feminino  | 9 de agosto  | Ouro    |
| Shelly-Ann Fraser-Pryce                                              | Atletismo          | 200 m               | Feminino  | 9 de agosto  | Ouro    |
| Yona Knight-Wisdom                                                   | Saltos ornamentais | Trampolim de 1 m    | Masculino | 1 de agosto  | Prata   |
| Traves Smikle                                                        | Atletismo          | Lançamento de disco | Masculino | 6 de agosto  | Prata   |
| Tajay Gayle                                                          | Atletismo          | Salto em distância  | Masculino | 7 de agosto  | Prata   |
| Demish Gaye                                                          | Atletismo          | 400 m               | Masculino | 8 de agosto  | Prata   |
| Aisha Praught-Leer                                                   | Atletismo          | 1500 m              | Feminino  | 9 de agosto  | Prata   |
| Shanieka Ricketts                                                    | Atletismo          | Salto triplo        | Feminino  | 9 de agosto  | Prata   |
| Ricardo Brown                                                        | Boxe               | +91 kg              | Masculino | 30 de julho  | Bronze  |
| Tissanna Hickling                                                    | Atletismo          | Salto em distância  | Feminino  | 6 de agosto  | Bronze  |
| Rushell Clayton                                                      | Atletismo          | 400 m com barreiras | Feminino  | 8 de agosto  | Bronze  |
| Megan Simmonds                                                       | Atletismo          | 100 m com barreiras | Feminino  | 8 de agosto  | Bronze  |
| Kemar Mowatt                                                         | Atletismo          | 400 m com barreiras | Masculino | 8 de agosto  | Bronze  |
| Kimberly Williamson                                                  | Atletismo          | Salto em altura     | Feminino  | 8 de agosto  | Bronze  |
| Stephenie Ann McPherson Tiffany James Natoya Goule Roneisha McGregor | Atletismo          | Revezamento 4x400 m | Feminino  | 10 de agosto | Bronze  |

| Esporte            | Medalha de ouro | Medalha de prata | Medalha de bronze | Total |
| Atletismo          | 6               | 5                | 6                 | 17    |
| Saltos ornamentais | 0               | 1                | 0                 | 1     |
| Boxe               | 0               | 0                | 1                 | 1     |
| Total              | 6               | 6                | 7                 | 19    |

## Atletismo
A Jamaica classificou 50 atletas (22 homens e 28 mulheres). A equipe foi nomeada oficialmente em 28 de junho de 2019, consistindo originalmente em 60 atletas.
Chave
- Nota– Posições para os eventos de pista são para a fase inteira
- Q = Classificado à próxima fase
- q = Classificado à próxima fase como o perdedor com melhor tempo ou, em eventos de campo, por posição sem atingir a marca de classificação
- NR = Recorde nacional
- GR = Recorde dos jogos
- SB = Melhor da temporada
- DNF = Não terminou
- NM = Sem marca
- N/A = Fase não aplicável ao evento

Masculino
Pista e estrada
| Atleta                                                                                           | Evento              | Semifinais | Semifinais | Final       | Final             |
| Atleta                                                                                           | Evento              | Tempo      | Posição    | Tempo       | Posição           |
| ------------------------------------------------------------------------------------------------ | ------------------- | ---------- | ---------- | ----------- | ----------------- |
| Oshane Bailey                                                                                    | 100 m               | 10.43      | 9º         | Não avançou | Não avançou       |
| Rasheed Dwyer                                                                                    | 100 m               | 10.32      | 5º Q       | 10.32       | 5º                |
| Andre Ewers                                                                                      | 200 m               | 20.69      | 8º q       | 20.91       | 8º                |
| Julian Forte                                                                                     | 200 m               | 21.18      | 12º        | Não avançou | Não avançou       |
| Demish Gaye                                                                                      | 400 m               | 45.47      | 5º Q       | 44.94       | Medalha de prata  |
| Terry Thomas                                                                                     | 400 m               | 46.97      | 13º        | Não avançou | Não avançou       |
| Jauavney James                                                                                   | 800 m               | 1:50.38    | 10º        | Não avançou | Não avançou       |
| Orlando Bennett                                                                                  | 110 m com barreiras | DSQ        | DSQ        | Não avançou | Não avançou       |
| Romel Lewis                                                                                      | 400 m com barreiras | 50.87      | 11º        | Não avançou | Não avançou       |
| Kemar Mowatt                                                                                     | 400 m com barreiras | 49.84      | 4º Q       | 49.09       | Medalha de bronze |
| Andre Ewers Rasheed Dwyer Julian Forte Oshane Bailey Seno-Jay Givans Romel Lewis Jevaughn Minzie | Revezamento 4x100 m | —          | —          | 39.01       | 5º                |
| Rusheen McDonald Romel Lewis Terry Thomas Javon Francis Demish Gaye Kemar Mowatt                 | Revezamento 4x400 m | —          | —          | 3:06.83     | 6º                |

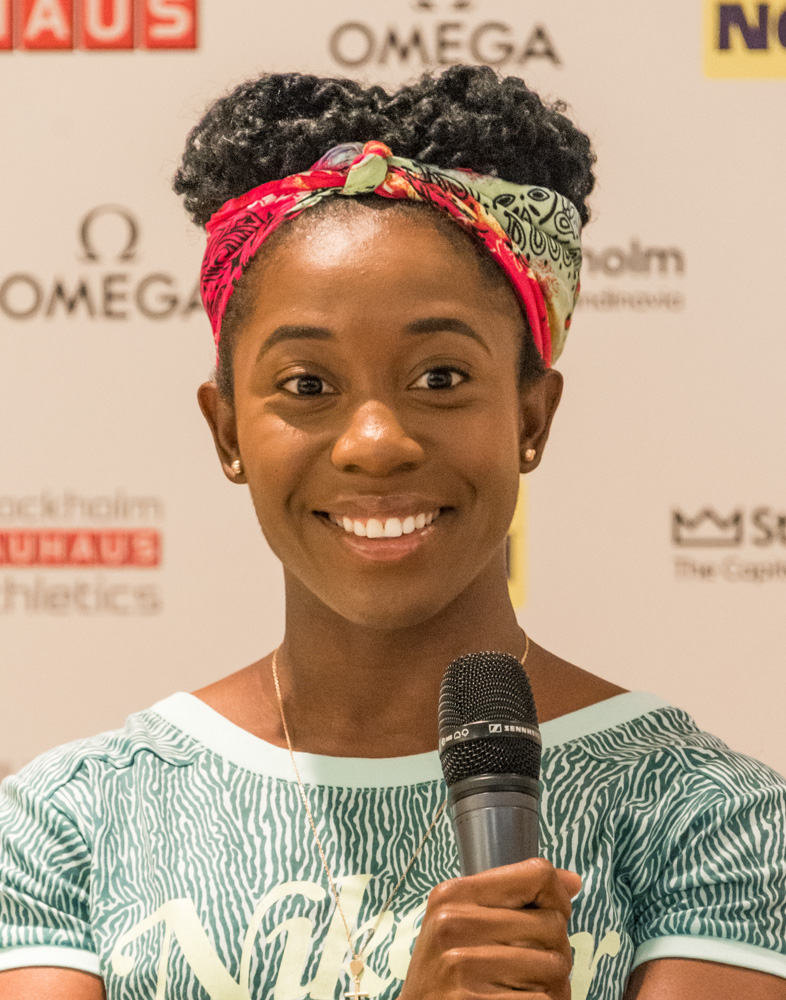
Shelly-Ann Fraser-Pryce ganhou os 200 m com recorde dos Jogos

- Os atletas em itálico não competiram

Campo
| Atleta           | Evento              | Final     | Final            |
| Atleta           | Evento              | Distância | Posição          |
| ---------------- | ------------------- | --------- | ---------------- |
| Tajay Gayle      | Salto em distância  | 8.17      | Medalha de prata |
| Adrian Riley     | Salto em distância  | 7.57      | 8º               |
| Clive Pullen     | Salto triplo        | 16.35     | 5º               |
| Jordan Scott     | Salto triplo        | 16.13     | 9º               |
| Ashinia Miller   | Arremesso de peso   | 19.17     | 8º               |
| O'Dayne Richards | Arremesso de peso   | 20.07     | 5º               |
| Fedrick Dacres   | Lançamento de disco | 67.68     | Medalha de ouro  |
| Traves Smikle    | Lançamento de disco | 65.02     | Medalha de prata |

Masculino
Pista e estrada
| Atleta | Evento              | Semifinais | Semifinais | Final       | Final             |
| Atleta | Evento              | Tempo      | Posição    | Tempo       | Posição           |
| --- | ------------------- | ---------- | ---------- | ----------- | ----------------- |
| Natasha Morrison | 100 m               | 11.59      | =7º        | 11.40       | 6º                |
| Elaine Thompson | 100 m               | 11.36      | 1º Q       | 11.18       | Medalha de ouro   |
| Schillonie Calvert | 200 m               | 23.46      | 9º         | Não avançou | Não avançou       |
| Shelly-Ann Fraser-Pryce | 200 m               | 22.90      | 2º Q       | 22.43       | Medalha de ouro   |
| Shericka Jackson | 400 m               | 51.99      | 2º Q       | 50.73       | Medalha de ouro   |
| Anastasia Le-Roy | 400 m               | 54.18      | 14º        | Não avançou | Não avançou       |
| Jazmine Fray | 800 m               | 2:10.14    | 13º        | Não avançou | Não avançou       |
| Natoya Goule | 800 m               | 2:02.68    | 1º Q       | 2:01.26     | Medalha de ouro   |
| Aisha Praught-Leer | 1500 m              | —          | —          | 4:08.26     | Medalha de prata  |
| Megan Simmonds | 100 m com barreiras | 13.10      | 7º Q       | 13.01       | Medalha de bronze |
| Yanique Thompson | 100 m com barreiras | 12.90      | 3º Q       | 13.11       | 4º                |
| Rushell Clayton | 400 m com barreiras | 55.93      | 2º Q       | 55.53       | Medalha de bronze |
| Ronda Whyte | 400 m com barreiras | 56.47      | 6º Q       | 57.42       | 8º                |
| Schillonie Calvert Natasha Morrison Ronda Whyte Shashalee Forbes Shelly-Ann Fraser-Pryce Roneisha McGregor Stephenie Ann McPherson | Revezamento 4x100 m | —          | —          | 43.74       | 5º                |
| Stephenie Ann McPherson Tiffany James Natoya Goule Roneisha McGregor Shericka Jackson Anastasia Le-Roy Shiann Salmon               | Revezamento 4x400 m | —          | —          | 3:27.61     | Medalha de bronze |

- Os atletas em itálico não competiram e não receberam uma medalha.

Campo
| Atleta              | Evento              | Final     | Final             |
| Atleta              | Evento              | Distância | Posição           |
| ------------------- | ------------------- | --------- | ----------------- |
| Sashane Hanson      | Salto em altura     | DNS       | DNS               |
| Kimberly Williamson | Salto em altura     | 1.84      | Medalha de bronze |
| Tissanna Hickling   | Salto em distância  | 6.59      | Medalha de bronze |
| Chanice Porter      | Salto em distância  | 6.44      | 7                 |
| Shanieka Ricketts   | Salto triplo        | 14.77 PB  | Medalha de prata  |
| Kimberly Williams   | Salto triplo        | 14.15     | 4º                |
| Lloydricia Cameron  | Arremesso de peso   | 17.57 SB  | 7º                |
| Danniel Thomas-Dodd | Arremesso de peso   | 19.55 ,   | Medalha de ouro   |
| Shadae Lawrence     | Lançamento de disco | 58.99     | 6º                |
| Shanice Love        | Lançamento de disco | 59.82     | 5º                |

## Badminton
A Jamaica classificou uma equipe de quatro atletas de badminton (dois por gênero).
Individual
| Atleta            | Evento               | Primeira rodada                       | Segunda rodada                      | Oitavas-de-final                  | Quartas-de-final     | Semifinais           | Final                | Posição     |
| Atleta            | Evento               | Adversário Resultado                  | Adversário Resultado                | Adversário Resultado              | Adversário Resultado | Adversário Resultado | Adversário Resultado | Posição     |
| ----------------- | -------------------- | ------------------------------------- | ----------------------------------- | --------------------------------- | -------------------- | -------------------- | -------------------- | ----------- |
| Gareth Henry      | Individual masculino | Castellanos (GUA) D 0–2 (12–21, 5–21) | Não avançou                         | Não avançou                       | Não avançou          | Não avançou          | Não avançou          | Não avançou |
| Samuel Ricketts   | Individual masculino | Bye                                   | Ramdhani (GUY) V 2–0 (21–13, 25–23) | Cordón (GUA) D 0–2 (15–21, 13–21) | Não avançou          | Não avançou          | Não avançou          | Não avançou |
| Tahlia Richardson | Individual feminino  | Bye                                   | Williams (BAR) D 0–2 (19–21, 15–21) | Não avançou                       | Não avançou          | Não avançou          | Não avançou          | Não avançou |
| Katherine Wynter  | Individual feminino  | Yau (PAN) V 2–0 (21–4, 21–3)          | Scott (BAR) V 2–0 (22–20, 21–11)    | Wang (USA) D 0–2 (4–21, 6–21)     | Não avançou          | Não avançou          | Não avançou          | Não avançou |

Duplas
| Atleta                             | Evento            | Primeira rodada                            | Oitavas-de-final                               | Quartas-de-final                              | Semifinais           | Final                | Rank        |
| Atleta                             | Evento            | Adversário Resultado                       | Adversário Resultado                           | Adversário Resultado                          | Adversário Resultado | Adversário Resultado | Rank        |
| ---------------------------------- | ----------------- | ------------------------------------------ | ---------------------------------------------- | --------------------------------------------- | -------------------- | -------------------- | ----------- |
| Gareth Henry Samuel Ricketts       | Duplas masculinas | —                                          | Bye                                            | Guerrero / Martínez (CUB) D 0–2 (19–21, 9–21) | Não avançou          | Não avançou          | Não avançou |
| Tahlia Richardson Katherine Wynter | Duplas femininas  | —                                          | Oropeza / Rodriguez (CUB) D 0–2 (13–21, 11–21) | Não avançou                                   | Não avançou          | Não avançou          | Não avançou |
| Gareth Henry Katherine Wynter      | Duplas mistas     | Muñoz / Gaitan (MEX) D 0–2 (16–21, 13–21)  | Não avançou                                    | Não avançou                                   | Não avançou          | Não avançou          | Não avançou |
| Samuel Ricketts Tahlia Richardson  | Duplas mistas     | Pomoceno / Silva (BRA) D 0–2 (9–21, 17–21) | Não avançou                                    | Não avançou                                   | Não avançou          | Não avançou          | Não avançou |

## Boxe
A Jamaica classificou dois boxeadores masculinos.
Masculino
| Atleta           | Evento | Quartas-de-final      | Semifinal            | Final                | Final             |
| Atleta           | Evento | Adversário Resultado  | Adversário Resultado | Adversário Resultado | Posição           |
| ---------------- | ------ | --------------------- | -------------------- | -------------------- | ----------------- |
| Shiloh Defreitas | 60 kg  | Cabrera (VEN) D 1–4   | Não avançou          | Não avançou          | Não avançou       |
| Ricardo Brown    | +91 kg | Rodríguez (NCA) V 3–2 | Salcedo (COL) D 0–5  | Não avançou          | Medalha de bronze |

## Canoagem

### Velocidade
A Jamaica recebeu um convite na canoagem de velocidade.
Masculino
| Atleta        | Evento     | Eliminatória | Eliminatória | Semifinal   | Semifinal   | Final       | Final       |
| Atleta        | Evento     | Tempo        | Posição      | Tempo       | Posição     | Tempo       | Posição     |
| ------------- | ---------- | ------------ | ------------ | ----------- | ----------- | ----------- | ----------- |
| Clive Greyson | K-1 200 m  | Não começou  | Não começou  | Não começou | Não começou | Não começou | Não começou |
| Clive Greyson | K-1 1000 m | 5:44.595     | 8º           | Não avançou | Não avançou | Não avançou | Não avançou |

Posição é a da eliminatória

## Ciclismo
A Jamaica classificou uma ciclista.

### Pista
Feminino
Keirin
- Nota – As posições são as da eliminatória
- QB – Classificada à final B
- R – Classificada à repescagem

| Atleta        | Evento | Primeira fase | Rpescagem | Final/Posicionamento |
| Atleta        | Evento | Posição       | Posição   | Posição              |
| ------------- | ------ | ------------- | --------- | -------------------- |
| Dahlia Palmer | Keirin | 3º R          | 3º QB     | 7º                   |

Velocidade
| Atleta        | Evento     | Classificação           | Classificação | Rodada 1                           | Repescagem 1                       | Quartas-de-final                   | Semifinais                         | Final (5º-8º)                      | Final (5º-8º) |
| Atleta        | Evento     | Tempo Velocidade (km/h) | Posição       | Adversário Tempo Velocidade (km/h) | Adversário Tempo Velocidade (km/h) | Adversário Tempo Velocidade (km/h) | Adversário Tempo Velocidade (km/h) | Adversário Tempo Velocidade (km/h) | Posição       |
| ------------- | ---------- | ----------------------- | ------------- | ---------------------------------- | ---------------------------------- | ---------------------------------- | ---------------------------------- | ---------------------------------- | ------------- |
| Dahlia Palmer | Velocidade | 11.884 60.585           | 9º Q          | Guerra (CUB) D                     | Rendon (COL) Lozano (ECU) D        | Não avançou                        | Não avançou                        | Não avançou                        | Não avançou   |

## Fisiculturismo
A Jamaica classificou uma fisiculturista.
Feminino
| Atleta          | Evento  | Pré-julgamento | Pré-julgamento | Final       | Final       |
| Atleta          | Evento  | Pontos         | Posição        | Pontos      | Posição     |
| --------------- | ------- | -------------- | -------------- | ----------- | ----------- |
| Samantha Clarke | Fitness | —              | —              | Não avançou | Não avançou |

- Não houve resultados na fase de pré-julgamento, com apenas os seis melhores avançando.

## Futebol
A Jamaica classificou uma equipe masculina e uma feminina (com 18 atletas cada, para um total de 36).
Sumário
| Equipe            | Evento    | Fase de grupos       | Fase de grupos       | Fase de grupos       | Fase de grupos | Semifinal            | Final / MB / Po.                  | Final / MB / Po. |
| Equipe            | Evento    | Adversário Resultado | Adversário Resultado | Adversário Resultado | Posição        | Adversário Resultado | Adversário Resultado              | Posição          |
| ----------------- | --------- | -------------------- | -------------------- | -------------------- | -------------- | -------------------- | --------------------------------- | ---------------- |
| Jamaica masculino | Masculino | Honduras D 1–3       | Uruguai D 0–2        | Peru V 2–0           | 3º             | —                    | Jogo do quinto lugar Panamá D 0–4 | 6º               |
| Jamaica feminino  | Feminino  | México D 0–2         | Colômbia D 0–2       | Paraguai D 1–3       | 4º             | —                    | Jogo do sétimo lugar Peru V 1–0   | 7º               |

### Masculino
Elenco
O elenco foi anunciado em 21 de julho de 2019. Em 23 de julho, o zagueiro Alwayne Harvey foi substituído por Andre Leslie.
| No. | Pos. | Jogador            | Idade                             | Jogos | Gols | Clube                             |
| --- | ---- | ------------------ | --------------------------------- | ----- | ---- | --------------------------------- |
|     | GR   | Jeadine White      | 7 de julho de 2000 (19 anos)      | 2     | 0    | Humble Lions                      |
|     | GR   | Shamar Jemison     | 20 de abril de 1998 (21 anos)     | 0     | 0    | Sem clube                         |
|     |      |                    |                                   |       |      |                                   |
|     | D    | Javain Brown       | 9 de março de 1999 (20 anos)      | 4     | 0    | University of South Florida Bulls |
|     | D    | Andre Leslie       | 5 de fevereiro de 1997 (22 anos)  | 0     | 0    | Waterhouse                        |
|     | D    | Ajeanie Talbott    | 27 de março de 1998 (21 anos)     | 2     | 0    | Harbour View                      |
|     | D    | Ricardo Thomas     | 30 de agosto de 1997 (21 anos)    | 0     | 0    | Waterhouse                        |
|     | D    | Clifton Woodbine   | 7 de julho de 1999 (20 anos)      | 0     | 0    | Cavalier                          |
|     |      |                    |                                   |       |      |                                   |
|     | M    | Tevin Shaw         | 24 de fevereiro de 1997 (22 anos) | 6     | 0    | Tivoli Gardens                    |
|     | M    | Luca Levee         | 21 de fevereiro de 1997 (22 anos) | 0     | 0    | Harbour View                      |
|     | M    | Lamar Walker       | 5 de dezembro de 1999 (19 anos)   | 0     | 0    | Portmore United                   |
|     | M    | Kaheem Parris      | 6 de janeiro de 2000 (19 anos)    | 3     | 0    | Cavalier                          |
|     | M    | Deshane Beckford   | 18 de março de 1998 (21 anos)     | 0     | 0    | Montego Bay United                |
|     | M    | Tyreek Magee       | 27 de outubro de 1999 (19 anos)   | 2     | 0    | Sem clube                         |
|     | M    | Leonardo Jibbison  | 14 de janeiro de 1999 (20 anos)   | 0     | 0    | Humble Lions                      |
|     |      | Venton Evans       | 19 de junho de 1998 (21 anos)     | 0     | 0    | Portmore United                   |
|     |      |                    |                                   |       |      |                                   |
|     | A    | Alex Marshall      | 24 de fevereiro de 1998 (21 anos) | 8     | 0    | Cavalier                          |
|     | A    | Daniel Green       | 10 de junho de 1997 (22 anos)     | 0     | 0    | Mount Pleasant                    |
|     | A    | Jourdaine Fletcher | 23 de setembro de 1997 (21 anos)  | 2     | 0    | Mount Pleasant                    |

Grupo B
| Pos | Equipe   | Pts | J | V | E | D | GP | GC | SG | Classificado  |
| --- | -------- | --- | - | - | - | - | -- | -- | -- | ------------- |
| 1   | Uruguai  | 9   | 3 | 3 | 0 | 0 | 7  | 0  | +7 | Semifinais    |
| 2   | Honduras | 4   | 3 | 1 | 1 | 1 | 5  | 6  | −1 | Semifinais    |
| 3   | Jamaica  | 3   | 3 | 1 | 0 | 2 | 3  | 5  | −2 | 5º - 6º lugar |
| 4   | Peru (H) | 1   | 3 | 0 | 1 | 2 | 2  | 6  | −4 | 7º - 8º lugar |

| 29 de julho de 2019 | Jamaica      | 1–3       | Honduras                       | Estadio Universidad San Marcos    |
| 17:30               | Beckford 46' | Relatório | Vuelto 71', 80' · Martínez 78' | Árbitro: Fernando Echenique (ARG) |

| 1 de agosto de 2019 | Jamaica | 0–2       | Uruguai            | Estadio Universidad San Marcos  |
| 17:30               |         | Relatório | Fernández 61', 72' | Árbitro: Wagner Magalhães (BRA) |

| 4 de agosto de de 2019 | Jamaica           | 2–0       | Peru | Estadio Universidad San Marcos    |
| 20:30                  | Beckford 55', 60' | Relatório |      | Árbitro: Fernando Echenique (ARG) |

Disputa pelo quinto lugar
| 7 de agosto de 2019 | Panamá                                                  | 4–0       | Jamaica | Estadio Universidad San Marcos   |
| 13:00               | Aguilar 3' · Carrasquilla 11' · Ayarza 28' · Zúñiga 58' | Relatório |         | Árbitro: Miguel Santibañez (PER) |

### Feminino
Elenco
As seguintes 18 jogadoras foram nomeadas para participar dos Jogos Pan-Americanos de 2019. Konya Plummer sofreu lesão e foi substituída por Trudi Carter. Carter foi posteriormente substituída por Lauren Silver devido a lesão.